# Неуротехнологија
Неуротехнологија је свака технологија која има фундаментални утицај на то како људи разумеју мозак и различите аспекте свести, мисли и активности вишег реда у њему. Такође обухвата технологије које су намењене побољшању и поправљању можданих функција као и оне које истраживачима и клиничарима омогућавају визуелизацију мозга.